# Arthur Piechler

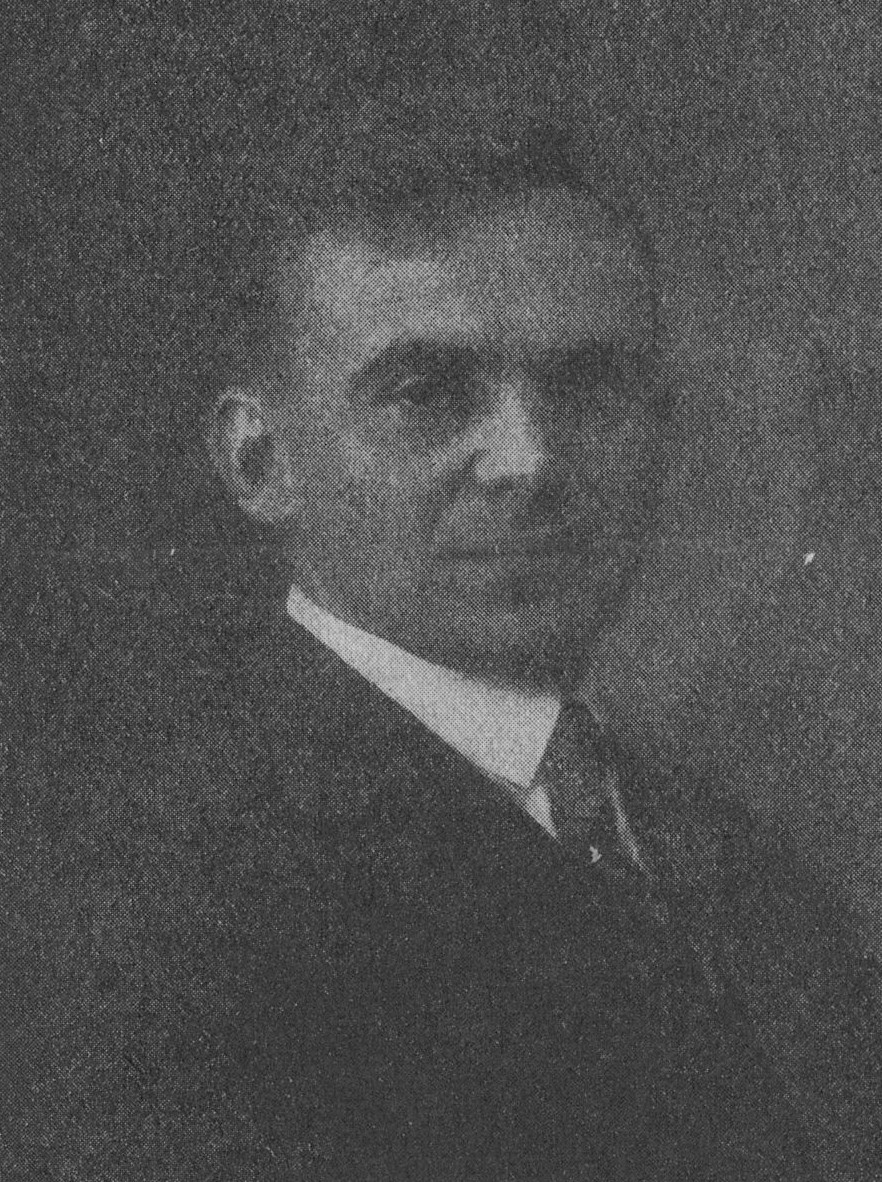
Arthur Piechler, um 1929

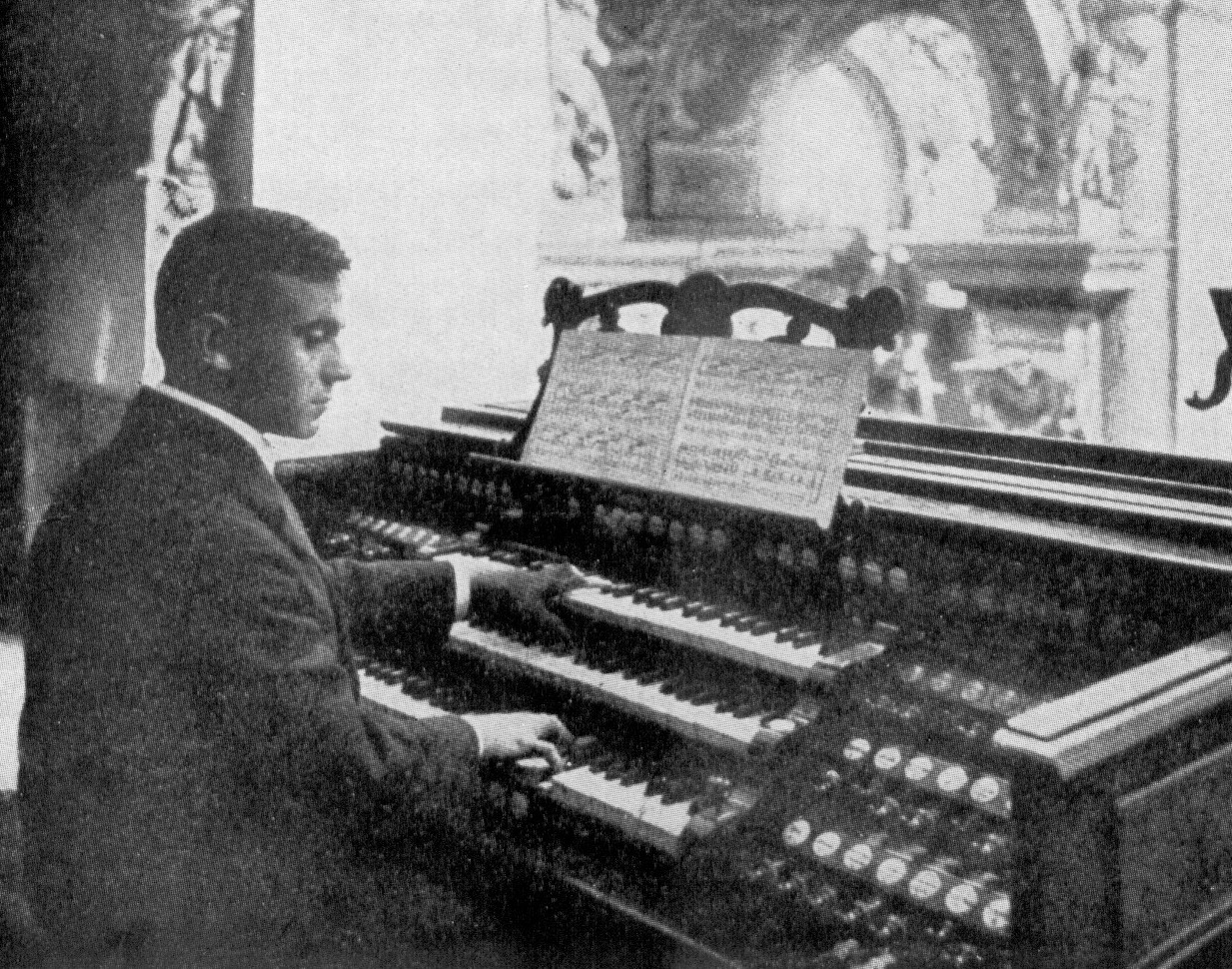
Arthur Piechler an der Hechenberger-Orgel des Passauer Doms von 1890

Arthur Piechler (* 27. März 1896 in Magdeburg; † 10. März 1974 in Landau an der Isar) war ein deutscher Komponist und Organist. 

## Leben und Werk
Piechlers Vater stammte aus Osterhofen in Niederbayern und war ein gefeierter Opernsänger, seine Mutter, eine bekannte Pianistin und Sängerin, stammte aus Würzburg. Piechler war das jüngste von vier Kindern. Im Alter von sieben Jahren kam er nach Landau an der Isar, wo die Familie in der Hauptstraße 6 ein Haus mit Textilgeschäft erwarb. Dort erinnert heute eine Gedenktafel an Piechler. Er besuchte kurze Zeit das Klostergymnasium in Metten, anschließend in Bamberg und legte 1915 das Abitur in Straubing ab. Während seine beiden Brüder gefallen waren, kehrte er als Leutnant aus dem Ersten Weltkrieg zurück.
1919 nahm er an der Akademie der Tonkunst in München sein Musikstudium mit den Fächern Orgel und Kompositionslehre auf, sein Kompositionslehrer war sein Cousin Heinrich Kaspar Schmid. Als Orgelvirtuose unternahm Piechler in den folgenden Jahren Konzertreisen durch fast ganz Europa. 1925 holte ihn Heinrich Kaspar Schmid, inzwischen Direktor des Augsburger Leopold-Mozart-Konservatoriums, nach Augsburg. 30 Jahre lang gestaltete Piechler das Augsburger Musikleben, auch als Leiter des Oratorienvereins und von 1945 bis 1955 als Direktor des Konservatoriums; ihm wurde der Titel eines Professors verliehen.
In der Zeit des Nationalsozialismus galt Piechler gemäß den Nürnberger Rassegesetzen als ein sogenannter „Mischling“, da er mütterlicherseits jüdischer Abstammung war. Die Reichskulturkammer schloss ihn daher 1938 aus, die Stadt Augsburg jedoch entließ ihn nicht. Mehrere Jahre lang rangen Beamte der Stadt mit der Reichskulturkammer. Erst als diese mit der Gestapo drohte, beurlaubte ihn die Stadt Augsburg ab 1941. Piechler dankte dies der Stadt mit seinem vorläufigen Bleiben nach 1945.
Nach dem Krieg nahm Piechlers Ansehen als Komponist zu. Seit 1929 verheiratet mit einer Landauerin, zog es ihn 1961 für immer nach Landau, wo er seinen Lebensabend verbrachte. Anlässlich seines 65. Geburtstages im Jahr 1961 verlieh ihm die Stadt Landau das Ehrenbürgerrecht. Der damalige Bürgermeister Habersbrunner, ein Rechtsanwalt, bezeichnete ihn als „den zur Zeit größten und berühmtesten Landauer“.
In Landau setzte eine neue fruchtbare Schaffenszeit ein und es entstanden einige seiner bekanntesten Werke. Ein Großteil der Werke Arthur Piechlers wurde beim  Augsburger Musikverlag Böhm & Sohn verlegt.
Arthur Piechler wurde auf dem Landauer Hl.-Kreuz-Friedhof beerdigt.

## Werke (Auswahl)
Arthur Piechler schrieb Werke für unterschiedliche Besetzungen:

### Chorwerke
- Oratorium Sursum corda op. 18 für Soli, gemischten Chor und großes Orchester (1926)
- St. Franziskus-Messe Missa orbis factor, op. 53 für gemischten Chor, Orgel und Streicher (1936)
- Volks-Passion nach dem Evangelisten Matthäus op. 51 für gemischten Chor, Männerchor, Volksgesang, Bariton (Jesus), Alt (Magdalena), Sprecher, Orgel, Str. ad lib. (1938)
- Salve Regina op. 40 für gemischten Chor (1950)
- Lobe den Herren, Choralfantasie für Orgel, 3 Trompeten, Pauken und Knabenchor (1964)
- Messe zu Ehren des hl. Petrus für gemischten Chor, Gemeinde-Gesang und Orgel (1967)
- Ettaler Liebfrauenmesse für Soli, gemischten Chor, Volksgesang, Orgel, 2 Klarinetten, Trompeten und Posaunen, Zither, Hackbrett, Streicher (1970)
- Sankt-Ulrich-Jubiläumsmesse für Soli, gemischten Chor, Gemeinde-Gesang und Orgel oder Orgel und Orchester bzw. Bläser-Quartett (1973)

### Orgelwerke
- Suite f-moll op. 3 (1921)
- Italienische Suite op. 22 (1929)
- Orgelmusik in 5 Sätzen op. 39 (1940)
- Konzert für Orgel und Orchester op. 65 (1948) (Albert Schweitzer gewidmet)

### Opern
- Pedro Crespo oder Der Richter von Zalamea op. 55 (1944)
- Der weiße Pfau (1927–1928)

### Orchesterwerke
- Capriccio op. 41 (1935)
- Partita op. 48 (1935)

## Arthur-Piechler-Preis
Seit 1993 veranstaltet die Stadt Landau an der Isar in dreijährlichem Turnus einen internationalen Orgelwettbewerb um den Arthur-Piechler- und Heinrich-Kaspar-Schmid-Musikpreis zu Ehren der beiden Ehrenbürger der Stadt. Künstlerischer Leiter des Wettbewerbs ist der Organist Karl Maureen.

## Ehrungen
- 1956: Verdienstkreuz 1. Klasse der Bundesrepublik Deutschland
- 1959: Bayerischer Verdienstorden
- 1961: Ehrenbürger der Stadt Landau an der Isar
- 1973: Bayerischer Poetentaler